# Férfi kenu kettes 1000 méter az 1948. évi nyári olimpiai játékokon
Az 1948. évi nyári olimpiai játékokon a kajak-kenu férfi kenu kettes 1000 méteres versenyszámát augusztus 12-én rendezték Henley-i-ben.

## Eredmények
A rövidítések jelentése a következő:
- DNF: nem ért célba

### Döntő
| Helyezés | Nemzet                                                     | Idő    | Mj |
| -------- | ---------------------------------------------------------- | ------ | -- |
| Arany    | Csehszlovákia (TCH) · Jan Brzák-Felix · Bohumil Kudrna     | 5:07,1 |    |
| Ezüst    | Egyesült Államok (USA) · Steven Lysak · Stephen Macknowski | 5:08,2 |    |
| Bronz    | Franciaország (FRA) · Georges Dransart · Georges Gandil    | 5:15,2 |    |
| 4.       | Kanada (CAN) · Douglas Bennett · Harry Poulton             | 5:20,7 |    |
| 5.       | Ausztria (AUT) · Karl Molnar · Viktor Salmhofer            | 5:37,3 |    |
| 6.       | Svédország (SWE) · Gunnar Johansson · Werner Wettersten    | 5:44,9 |    |
| 7.       | Nagy-Britannia (GBR) · Mike Symons · Hugh Van Zwanenberg   | 5:50,8 |    |
|          | Belgium (BEL) · Hubert Coomans · Jean Dubois               | DNF    |    |